# 皮勒傑 (明尼蘇達州)
皮勒傑（英語：Pillager）是一個位於美國明尼蘇達州卡斯縣的城市。

## 人口
根據2020年美國人口普查的數據，皮勒傑的面積為2.27平方千米，當中陸地面積為2.20平方千米，而水域面積為0.07平方千米。當地共有人口507人，而人口密度為每平方千米223人。